# All or Nothing: Tottenham Hotspur
Todo o nada: Tottenham Hotspur es una serie de documentales deportivos que se centra en la temporada 2019-2020 del club de fútbol londinense Tottenham Hotspur.  Narra una temporada difícil para el club, comenzando con la destitución de Mauricio Pochettino como técnico, quien fue reemplazado por José Mourinho, y se centra en el intento de Mourinho de guiar al equipo en una temporada finalmente frustrante interrumpida por la pandemia de COVID-19. Es parte de la serie documental Todo o nada con los primeros tres episodios lanzados el 31 de agosto de 2020 en Amazon Prime, y más episodios lanzados el 7 y 14 de septiembre.
La serie está narrada por el actor Tom Hardy.

## Episodios
- 1- "A new signing", emitido el 31 de agosto de 2020
- 2-	"A new start", emitido el 31 de agosto de 2020
- 3-	"No more Mr. Nice Guy", emitido el 31 de agosto de 2020
- 4-	"Season's greetings", emitido el 7 de septiembre de 2020
- 5-	"New blood", emitido el 7 de septiembre de 2020
- 6-	"Running on empty", emitido el 7 de septiembre de 2020
- 7-	"No Regrets", emitido el 14 Septembere de 2020
- 8-	"Stop", emitido el 14 Septembere de 2020
- 9-	"The Run In", emitido el 14 Septembere de 2020